# Cygnus sumnerensis
Cygnus sumnerensis ("nyzeeländsk svan"), är en utdöd svan som förekom på Chathamöarna och Sydön av Nya Zeeland. Kvarlevor av den upptäcktes av arkeologer 1889, och den behandlades då som en egen art, skild från den australiska svarta svanen (Cygnus atratus) på grund av dess något större ben, och att svanar introducerades till Nya Zeeland först 1864. Under perioden 1998–2017 kategoriserades svanen som en underart av svart svan, tills DNA-studier indikerade att det faktiskt rör sig om en egen art, mycket större och tyngre än sin australiska släkting.